# Paulo Jamelli
Paulo Jamelli (n. 22 iulie 1974) este un fost fotbalist brazilian.

## Statistici
| Brazilia | Brazilia | Brazilia |
| An       | Meciuri  | Goluri   |
| -------- | -------- | -------- |
| 1996     | 5        | 2        |
| Total    | 5        | 2        |